# 제4천년기
제4천년기(第四千年期, 영어: 4th millennium)은 그레고리력으로 3001년 1월 1일부터 4000년 12월 31일까지를 뜻한다. 이는 서기로 네 번째 시기의 천년이라는 뜻으로, 31세기에서 40세기에 해당한다.

## 세기 및 연도
- 31세기
- 32세기
- 33세기
- 34세기
- 35세기
- 36세기
- 37세기
- 38세기
- 39세기
- 40세기

## 천문 현상
- 총 2,366건의 일식이 발생할 예정이다.
- 세차 운동의 영향으로 세페우스자리 감마별이 3000년에서 5200년까지 북극성이 될 것이다.
- 3126년 7월 22일 : 금성이 레굴루스를 엄폐할 것이다.
- 3187년 10월 21일 : 금성이 다시 레굴루스를 엄폐할 것이다.
- 3230년 10월 8일 : 금성이 스피카를 엄폐할 것이다.
- 3412년 : 맥노트 혜성이 태양계로 돌아올 것으로 예상된다.
- 3414년 10월 25일 : 금성이 레굴루스를 엄폐할 것이다.
- 3711년 또는 3712년: 목성, 토성, 천왕성, 해왕성 사이의 다중 합(合)이 일어날 것이다.
- 3811년 : 도나티 혜성이 태양계로 돌아올 것으로 예상된다.
- 3982년 8월 27일 : 수성이 레굴루스를 엄폐할 것이다.